# 132. Infanterie-Division (Wehrmacht)
La 132. Infanterie-Division fu una divisione dell'esercito tedesco attiva durante la seconda guerra mondiale che venne creata nel 1940 e fu prima schierata nei Balcani con compiti di sicurezza e poi lungo il fronte orientale, dove fu fatta prigioniera nel 1945.

## Storia
La divisione venne formata con ordinanza del 19 settembre 1940, nell'area di Landshut con il nome di "127. Infanterie-Division", ed era composta da un terzo della 263. Infanterie-Division, della 268. Infanterie-Division, della 27. Infanterie-Division e della 17 Panzer-Division. Con ordinanza del 21 settembre 1940, la numerazione della divisione fu modificata in "132. Infanterie-Division". Nell'aprile 1941 la divisione prese parte alla campagna dei Balcani, reprimendo le rivolte nelle zone di Marburg an der Drau, Banja Luka, Sarajevo e Zagabria.
Alla fine di maggio la divisione fu sostituita dalla 718. Infanterie-Division e trasferita sul confine con l'Unione Sovietica per partecipare all'operazione Barbarossa. La divisione, insieme all'Heeresgruppe Süd, avanzò da Lemberg attraverso Ostroh, Koziatyn e Zytomyr fino a Kiev e il Dnepr. Nel novembre 1941 fu spostata in Crimea, dove combatté sull'Istmo di Perekop, nella Battaglia della penisola di Kerč', all'Assedio di Sebastopoli ed in diverse altre battaglie nella zona.
Nel settembre 1942, la divisione fu spostata nell'Heeresgruppe Nord, dove prima respinse alcune offensive dell'armata rossa e poi partecipò all'assedio di Leningrado e combatté sul lago Ladoga, tuttavia la divisione fu costretta ad una serie di ritirate, finché non fu fatta prigioniera nella sacca di Curlandia dai sovietici, nel maggio 1945.

## Ordine di battaglia
132. Infanterie-Division 1940
- Infanterie-Regiment 436
- Infanterie-Regiment 437
- Infanterie-Regiment 438
- Artillerie-Regiment 132
- Pionier-Bataillon 132
- Panzerjäger-Abteilung 132
- Aufklärungs-Abteilung 132
- Divisions-Nachrichten-Abteilung 132
- Divisions-Nachschubführer 132

132. Infanterie-Division 1943
- Grenadier-Regiment 436
- Grenadier-Regiment 437
- Grenadier-Regiment 438
- Divisions-Füsilier-Bataillon 132
- Artillerie-Regiment 132
- Pionier-Bataillon 132
- Feldersatz-Bataillon 132
- Panzerjäger-Abteilung 132
- Divisions-Nachrichten-Abteilung 132
- Divisions-Nachschubführer 132

## Decorazioni
Alcuni soldati della 132. Infanterie-division furono premiati per le loro azioni in guerra:
- Croce Tedesca
  - in oro: 17
- Croce di Cavaliere della croce di ferro: 14[2]
  - Croce di Cavaliere con foglie di quercia: 1
- Distintivo per combattimenti ravvicinati:
  - in bronzo: 5
  - in argento: 3

## Comandanti
- Generalleutnant Rudolf Sintzenich (5 ottobre 1940 - 11 gennaio 1942)
- General der Artillerie Fritz Lindemann (11 gennaio 1942 - 12 agosto 1943)
- Generalleutnant Herbert Wagner (12 agosto 1943 - 8 gennaio 1945)
- Generalmajor Rudolf Demme (8 gennaio 1945 - maggio 1945)[1]